# مستنقع قبادلو
مستنقع كبادلو هو مستنقع يقع على مسافة 22 كم شمال غرب مدينة عجب شير بإيران، ويستقطب إليه العديد من أنواع الطيور.